# Macabre (groupe)
Pour les articles homonymes, voir Macabre (homonymie).
Macabre est un groupe de metal extrême américain, originaire de Chicago, dans l'Illinois. Formé en 1985, le groupe n'effectue, depuis sa formation, aucun changement. Ils ont également un side project intitulé Macabre Minstrels, qui joue des chansons acoustiques. Leur label actuel est Decomposed Records.

## Biographie
Macabre est formé en 1985 à Chicago, dans l'Illinois, avant même l'existence du death metal et du grindcore,. Macabre — composé de Nefarious (basse et chant), Corporate Death (guitare et chant), et Dennis the Menace (batterie) — se développe et gagne rapidement en popularité dans la scène heavy metal extrême grâce à un style musical qui sera surnommé par la presse spécialisée le « murder metal ».
Le premier album du groupe, Grim Reality, est initialement publié en 1987, qui est suivi un an plus tard par Shit List Demo, qui comprend les chansons en versions studio et live. En 1989, le groupe attire l'intérêt général avec la sortie de son deuxième album, Gloom, distribué en Europe par le biais de Vinyl Solutions ; l'album est initialement un split CD avec Grim Reality en 1990 et sera plus tard remasterisé, ré-empaqueté et réédité en 1998 par Decomposed Records. La démo Shit List Demo, publiée en 1988, est rééditée en édition limitée de 666 exemplaires par le label allemand Gore Records, après l'intérêt engendré par Gloom. Macabre publie ensuite le vinyle Night Stalker au label américain Relapse Records, puis signe avec le label de death metal Nuclear Blast, en 1992.
Chez Nuclear Blast, le groupe publie l'album Sinister Slaughter, chacune des chansons incluses s'inspirant de la vie de différents psychopathes. Après la sortie de Sinister Slaughter, le groupe tourne à l'international pendant l'année 1994, puis publie l'EP Behind the Wall of Sleep en 1995. Après quelques années d'activité peu concluante, Macabre revient en 1999 avec l'EP Unabomber au label Decomposed Records. En 2000, sept ans après le succès de Sinister Slaughter, Nuclear Blast réédite l'album accompagné de l'EP Behind the Wall of Sleep comme bonus. En novembre 2003, Macabre est annoncé pour une tournée américaine avec Diabolic en décembre, et des dates européennes avec Cephalic Carnage en janvier et février 2004. En septembre 2005, le groupe est confirmé pour le Windy City Invitational, qui se déroulera le 1er octobre 2005 au Metro de Chicago, Illinois.
Pour fêter ses 25 ans, le groupe annonce la sortie d'un nouvel album intitulé Grim Scary Tales le 31 janvier 2011 en Europe via Hammerheart Records et le 8 février 2011 en Amérique du Nord via Willowtip Records.

## Style musical
Macabre mélange le thrash metal, le death metal et le grindcore (parfois avec des comptines et des mélodies folk) pour concocter un style musical unique surnommé « murder metal »,,. En ce qui concerne les paroles, elles abordent surtout le thème des tueurs en série, des tueurs de masse et ne rechignent pas à une touche d'humour bien gore. La plupart des textes s'inspirent d'histoires vraies et de personnages ayant réellement existé. Leur contenu est historiquement exact, et les membres du groupe ont personnellement connu et rencontré des tueurs en série comme John Wayne Gacy.
La musique de Macabre est fortement influencée par des groupes de hardcore, de grindcore et de death metal des États-Unis et du Royaume-Uni comme The Accused et Cryptic Slaughter en passant par Possessed et Napalm Death. Le sens de l'humour sordide de Macabre lui a aliéné le metalleux de base. Cependant, il a aidé le groupe à se bâtir une réputation culte parmi les fans de gore metal. Selon Lencioni, le groupe « ne fait pas réellement de “death metal.” C'est ce qu'on faisait dans le passé, et on utilise toujours quelques éléments de death metal. On l'appelle [le style musical du groupe] “murder metal” depuis un moment, et moi je l'appelle juste “murder music”. »

## Membres
- Corporate Death (Lance Lencioni) - guitare, chant (depuis 1984)
- Nefarious (Charles Lescewicz) - basse, chant (depuis 1984)
- Dennis the Menace (Dennis Ritchie) - batterie (depuis 1984)

## Discographie
- 1987 : Grim Reality
- 1987 : Shitlist (7")
- 1989 : Gloom
- 1993 : Nightstalker (7")
- 1993 : Sinister Slaughter
- 1994 : Behind the Wall of Sleep (EP)
- 1999 : Unabomber (EP)
- 2000 : Dahmer
- 2000 : Capitalist Casualties / Macabre (split avec Capitalist Casualties)
- 2002 : Macabre Minstrels: Morbid Campfire Songs
- 2003 : Drill Bit Lobotomy (7")
- 2003 : Murder Metal
- 2004 : Macabre Electric and Acoustic Two CD Set (deux CD comprenant Murder Metal et Macabre Minstrels)
- 2006 : True Tales of Slaughter and Slaying (DVD)
- 2009 : Grim Reality (réédition comprenant la version remastérisée de la version des années 80 et une version remixée par Neil Kernon)
- 2010 : Human Monsters (EP)
- 2011 : Grim Scary Tales